# Luis Camacho Haro
Luis Fernando Camacho Haro (* 11. Januar 1983 in Zapopan, Jalisco) ist ein ehemaliger mexikanischer Fußballtrainer und ehemaliger -spieler, der im Mittelfeld und in der Sturmreihe eingesetzt wurde.

## Leben
Der im Großraum von Guadalajara geborene Camacho stand sowohl als Spieler als auch als Trainer bei diversen Einheiten des Club Deportivo Guadalajara unter Vertrag. Nur zu 2 Einsätzen für die erste Mannschaft  gekommen, absolvierte er sein Debüt in der höchsten mexikanischen Spielklasse am 14. August 2004, dem ersten Spieltag der Saison 2004/05, beim 7:0-Sieg gegen den CF Atlante, als er in der 83. Minute für den zweifachen Torschützen Adolfo Bautista eingewechselt worden war. Auch bei seinem zweiten und letzten Einsatz für die erste Mannschaft kam er nicht über eine siebenminütige Spielzeit hinaus.
Ansonsten spielte er für das Farmteam Club Deportivo Tapatío, das zu Beginn der Saison 2004/05 in Chivas La Piedad umbenannt worden war, die Delfines de Coatzacoalcos und die Guerreros de Tabasco, bevor er 2007 im Alter von nur 24 Jahren seine aktive Laufbahn in Reihen des Club Tijuana ausklingen ließ.
Danach arbeitete Camacho auch als Trainer in vielen Funktionen für verschiedene Bereiche des Club Deportivo Guadalajara und feierte seinen größten Erfolg mit Chivas Femenil, der Frauenfußballmannschaft des Vereins, mit der er in der Apertura 2017 die erstmals ausgetragene Liga MX Femenil gewann.

## Erfolge als Trainer
- Mexikanischer Frauenfußballmeister: Apertura 2017